# Nanguruwe (Mtwara Distrikt)
Nanguruwe ist ein Verwaltungsbezirk (Ward) des Distrikts Mtwara in der tansanischen Region Mtwara.

## Geografie
Nanguruwe liegt im Südosten von Tansania, etwa 25 Kilometer südwestlich der Regionshauptstadt Mtwara. Die Fläche des Bezirks beträgt 142 Quadratkilometer. Bei der Volkszählung 2022 lebten hier 8730 Menschen in 2495 Haushalten.

## Gliederung
Der Bezirk besteht aus fünf Gemeinden (Mtaa) mit 19 Orten (Kitongoji):
| Ngorongoro - Maliasili - Shangani - Maili Sita - Sokoni | Nanguruwe - Majengo - Kitondo - Michenji - Lyoto | Namahyakata Shuleni - Malamba - Dinduma - Mwambao | Namahyakata Barabarani - Chipangati - Namahyakata Sokoni - Lingula - Tandika | Mtemba - Zambia - Sabasaba - Njia Sita - Mtanga |

## Infrastruktur
- Bildung: Die Nanguruwe Secondary School ist eine weiterführende Schule, die Jugendliche bis zur 4. Stufe ausbildet.[6]
- Gesundheit: In Nanguruwe befindet sich ein Distriktkrankenhaus.[7]